# 池上弁当
池上弁当 (いけがみべんとう、チーシャンビェンダン、繁体字中国語: 池上便當) 、または池上飯包（チーシャン ファンパオ）は台湾の台東県池上郷で売られている駅弁で、同地産の米を使い、木箱に詰められているのが特徴である。

## 歴史

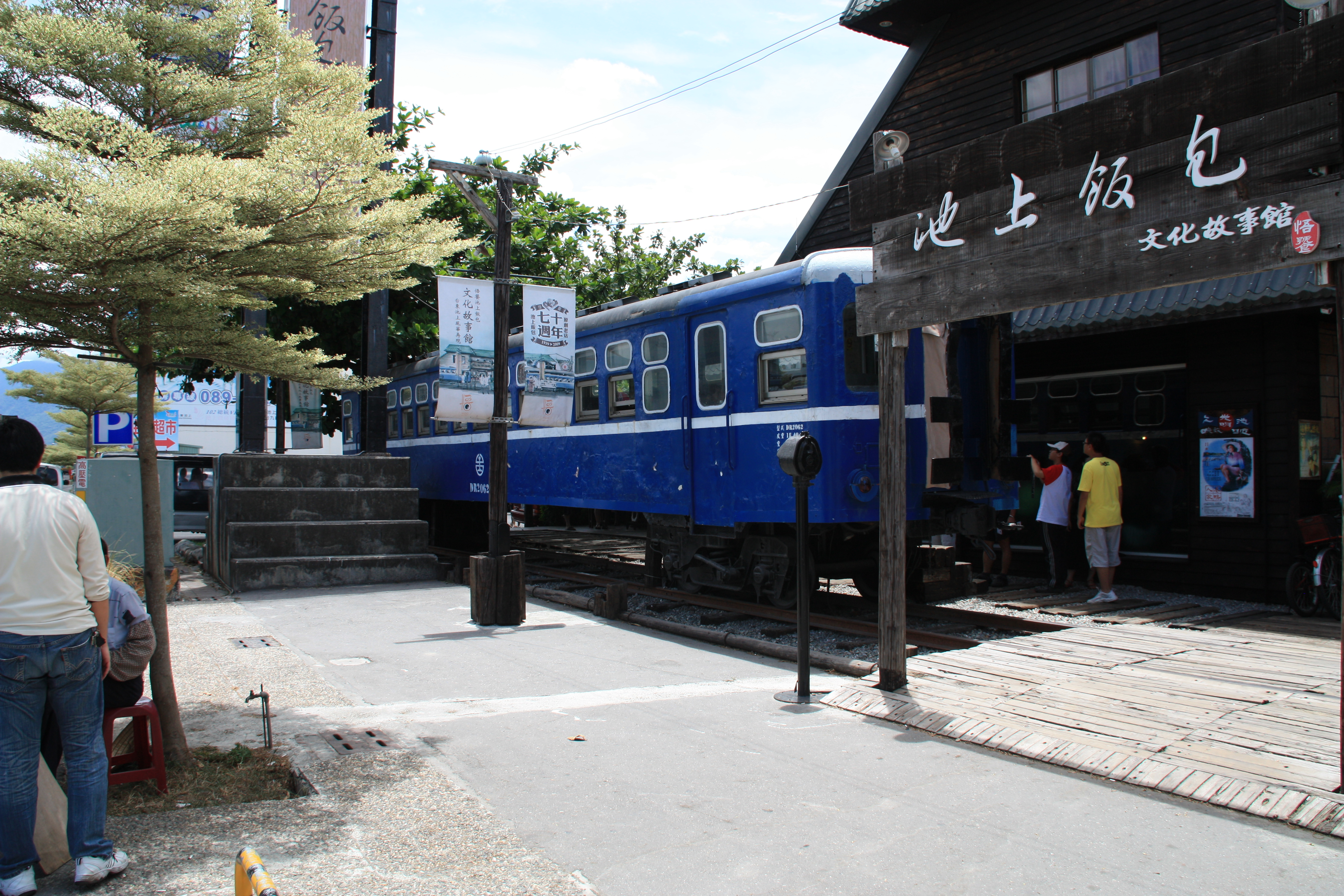
悟饕池上飯包文化故事館

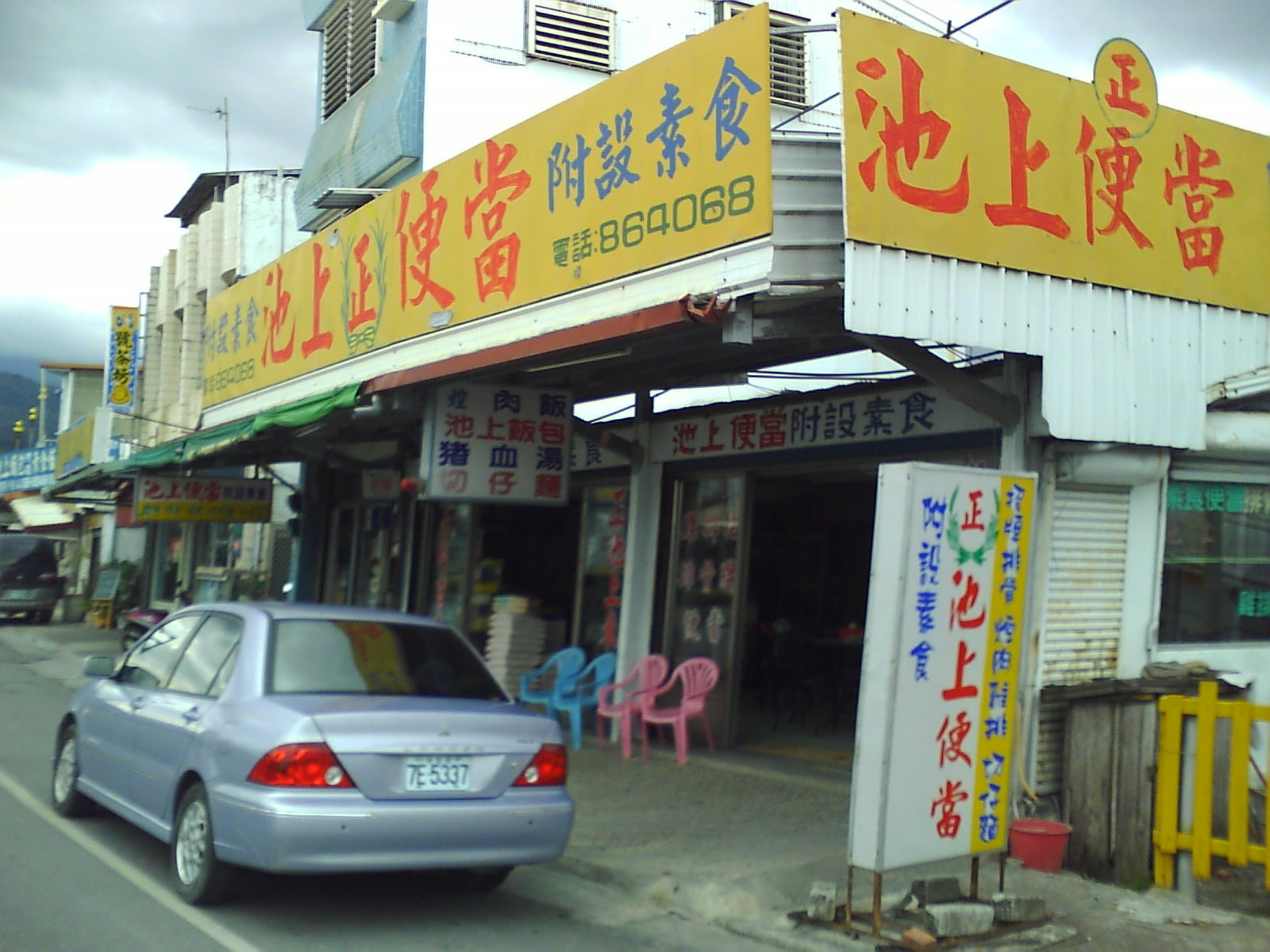
便當表記の郷内の他の池上弁当店

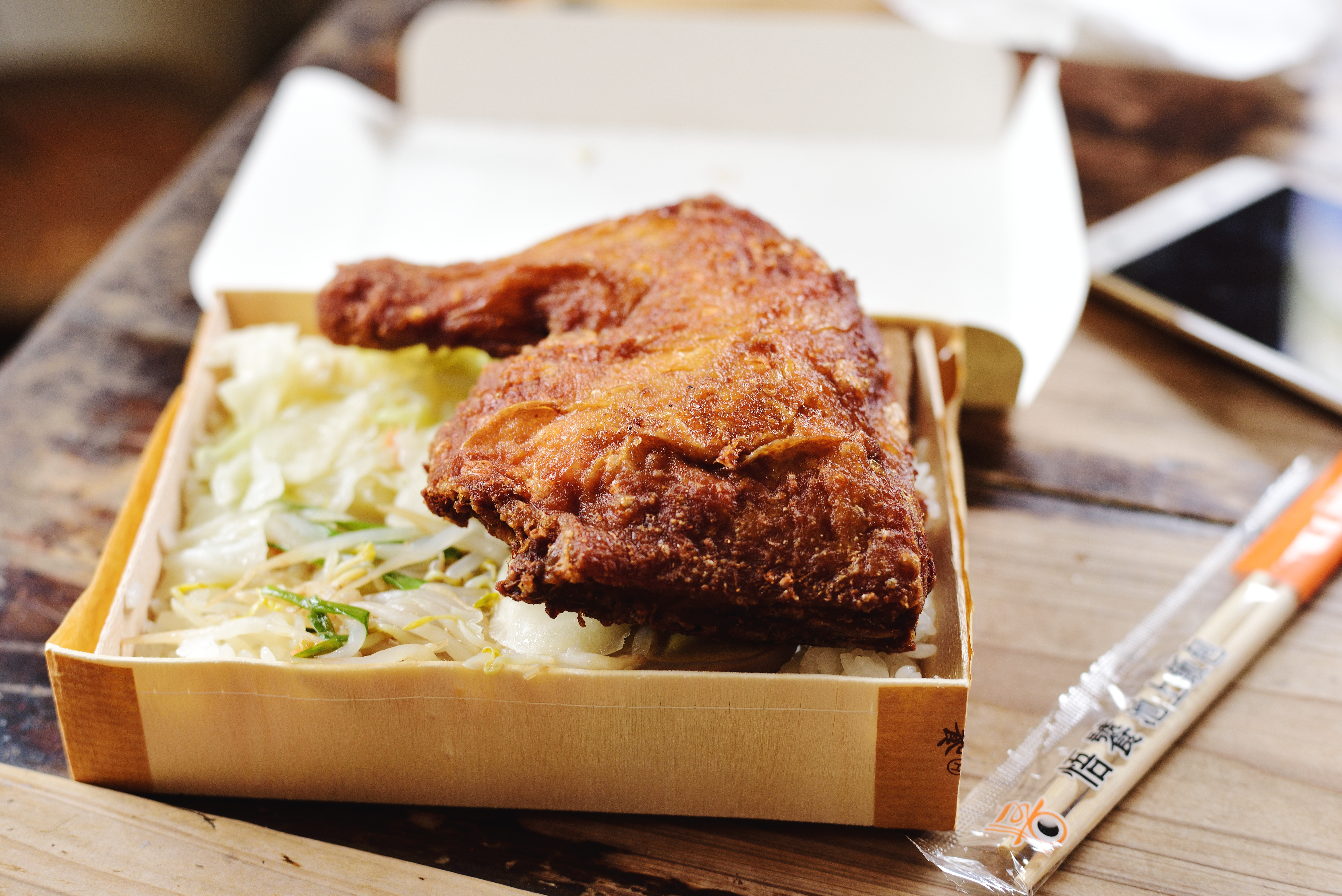
池上悟饕飯包

1930年代初頭、 池上郷周辺には土地の開墾のため多くの人が移ってきた。池上弁当を産み出した李約典と林来富の夫婦も、台北の三重区から移ってきて台鉄池上駅前に居を構えた。
1940年、李約典と林来富は池上駅のプラットフォーム上で番薯餅 (中華風スイートポテト) を売り始めた。戦後、二人はゲットウの葉で包んだおにぎりを売るようになり、これが最初の池上弁当と言われている。
その後、李夫婦の息子である李丁保が駅で働くようになったため、李夫婦はかつて天皇にも献上した実績のある地元の池上米によるおにぎりを列車内で売るようになった。李夫婦は李丁保の妻 李陳雲におにぎり売りを任せるようになったが、李陳雲は当時列車の速度が遅く、乗車時間が長いことを考えて、おにぎりではなく弁当を売ることにした。
当時、ゲットウの葉の包みにご飯と滷肉、沢庵漬け、焼いた干し肉、豚レバー、赤身肉と蛋餅、そしてえびせんと梅干しが入って1.5元であった。
1962年には木箱に盛り付けられるようになり、現在見られる姿になった。
その後、多数の業者が弁当製造に参入して販売を競い合うようになり、他の地域にも広がっていった。しかし、台鉄の乗車人員が減っていくにしたがい、弁当業界の規模も縮小していった。
1999年には、池上弁当の老舗が経営体制を改め、悟饕池上飯包というブランドを立ち上げて台湾国内でフランチャイズ展開を始めた。さらに海外の台湾人に故郷の味を提供する、として世界各地にも進出した。
2014年、郭怡文と吳侄璉、張育齊がニューヨークのチャイナタウンに池上弁当の店 「台灣熊屋」をオープンした。彼らは台湾の弁当チェーン企業から経営ノウハウを学び、現地の好みや法規に順応させた。
ホームでの販売については、2010年代以降は台鉄の提示する権利金が高騰していることから存続が危ぶまれている。

## 特徴
伝統的な池上弁当は、池上産の米を使い、木箱に盛られ、汁気がないという3つの大きな特徴がある。

## 食材

### 米
すべての池上弁当で池上産の米が使われているわけではなく、花東やそれ以外の地域の米を使っている業者も多い。しかし、池上は池上弁当のおかげで有名な米産地となり、観光名所にもなった。

## 代表的なブランド
- 全美行[10]
- 悟饕池上飯包：宜蘭県五結郷に本社があるフランチャイズチェーン[4]